# Tiaret
Tiaret (în arabă تيارت) este un oraș în provincia (wilaya) cu același nume din Algeria. Are rol de reședință a provinciei.